# Caladenia petrensis
Caladenia petrensis là một loài thực vật có hoa trong họ Lan. Loài này được A.P.Br. & G.Brockman mô tả khoa học đầu tiên năm 2007.